# Lista de municípios de Guadalaxara
Esta é uma lista dos 288 municípios da província espanhola da província de Guadalaxara na comunidade autónoma da Castela-Mancha.
| Nome                         | População (2002) |
| ---------------------------- | ---------------- |
| Abánades                     | 111              |
| Ablanque                     | 145              |
| Adobes                       | 50               |
| Alaminos                     | 80               |
| Alarilla                     | 122              |
| Albalate de Zorita           | 864              |
| Albares                      | 488              |
| Albendiego                   | 38               |
| Alcocer                      | 319              |
| Alcolea de las Peñas         | 26               |
| Alcolea del Pinar            | 367              |
| Alcoroches                   | 175              |
| Aldeanueva de Guadalajara    | 111              |
| Algar de Mesa                | 76               |
| Algora                       | 114              |
| Alhóndiga                    | 249              |
| Alique                       | 40               |
| Almadrones                   | 87               |
| Almoguera                    | 1,116            |
| Almonacid de Zorita          | 859              |
| Alocén                       | 184              |
| Alovera                      | 3,048            |
| Alustante                    | 257              |
| Angón                        | 39               |
| Anguita                      | 248              |
| Anquela del Ducado           | 91               |
| Anquela del Pedregal         | 25               |
| Aranzueque                   | 375              |
| Arbancón                     | 200              |
| Arbeteta                     | 70               |
| Argecilla                    | 96               |
| Armallones                   | 61               |
| Armuña de Tajuña             | 106              |
| Arroyo de las Fraguas        | 45               |
| Atanzón                      | 93               |
| Atienza                      | 441              |
| Auñón                        | 245              |
| Azuqueca de Henares          | 21,185           |
| Baides                       | 73               |
| Baños de Tajo                | 26               |
| Bañuelos                     | 32               |
| Barriopedro                  | 31               |
| Berninches                   | 130              |
| La Bodera                    | 51               |
| Brihuega                     | 2,894            |
| Budia                        | 271              |
| Bujalaro                     | 86               |
| Bustares                     | 95               |
| Cabanillas del Campo         | 5,092            |
| Campillo de Dueñas           | 122              |
| Campillo de Ranas            | 158              |
| Campisábalos                 | 75               |
| Canredondo                   | 89               |
| Cantalojas                   | 150              |
| Cañizar                      | 114              |
| El Cardoso de la Sierra      | 92               |
| Casa de Uceda                | 107              |
| El Casar                     | 4,412            |
| Casas de San Galindo         | 35               |
| Caspueñas                    | 100              |
| Castejón de Henares          | 104              |
| Castellar de la Muela        | 42               |
| Castilforte                  | 54               |
| Castilnuevo                  | 9                |
| Cendejas de Enmedio          | 121              |
| Cendejas de la Torre         | 82               |
| Centenera                    | 69               |
| Cifuentes                    | 2,079            |
| Cincovillas                  | 43               |
| Ciruelas                     | 109              |
| Ciruelos del Pinar           | 54               |
| Cobeta                       | 111              |
| Cogollor                     | 43               |
| Cogolludo                    | 587              |
| Condemios de Abajo           | 27               |
| Condemios de Arriba          | 162              |
| Congostrina                  | 46               |
| Copernal                     | 30               |
| Corduente                    | 458              |
| El Cubillo de Uceda          | 119              |
| Checa                        | 398              |
| Chequilla                    | 18               |
| Chiloeches                   | 1,481            |
| Chillarón del Rey            | 121              |
| Driebes                      | 354              |
| Durón                        | 148              |
| Embid                        | 64               |
| Escamilla                    | 110              |
| Escariche                    | 199              |
| Escopete                     | 57               |
| Espinosa de Henares          | 580              |
| Esplegares                   | 62               |
| Establés                     | 47               |
| Estriégana                   | 26               |
| Fontanar                     | 1,041            |
| Fuembellida                  | 16               |
| Fuencemillán                 | 124              |
| Fuentelahiguera de Albatages | 151              |
| Fuentelencina                | 196              |
| Fuentelsaz                   | 124              |
| Fuentelviejo                 | 65               |
| Fuentenovilla                | 290              |
| Gajanejos                    | 79               |
| Galápagos                    | 443              |
| Galve de Sorbe               | 144              |
| Gascueña de Bornova          | 50               |
| Guadalaxara                  | 69,098           |
| Henche                       | 104              |
| Heras de Ayuso               | 127              |
| Herrería                     | 42               |
| Hiendelaencina               | 121              |
| Hijes                        | 26               |
| Hita                         | 292              |
| Hombrados                    | 45               |
| Hontoba                      | 195              |
| Horche                       | 1,605            |
| Hortezuela de Océn           | 80               |
| La Huerce                    | 43               |
| Huérmeces del Cerro          | 54               |
| Huertahernando               | 65               |
| Hueva                        | 132              |
| Humanes                      | 1,233            |
| Illana                       | 714              |
| Iniéstola                    | 14               |
| Las Inviernas                | 100              |
| Irueste                      | 61               |
| Jadraque                     | 1,331            |
| Jirueque                     | 85               |
| Ledanca                      | 115              |
| Loranca de Tajuña            | 372              |
| Lupiana                      | 247              |
| Luzaga                       | 105              |
| Luzón                        | 79               |
| Majaelrayo                   | 62               |
| Málaga del Fresno            | 205              |
| Malaguilla                   | 130              |
| Mandayona                    | 419              |
| Mantiel                      | 100              |
| Maranchón                    | 233              |
| Marchamalo                   | 4,337            |
| Masegoso de Tajuña           | 91               |
| Matarrubia                   | 43               |
| Matillas                     | 180              |
| Mazarete                     | 68               |
| Mazuecos                     | 321              |
| Medranda                     | 119              |
| Megina                       | 71               |
| Membrillera                  | 109              |
| Miedes de Atienza            | 104              |
| La Mierla                    | 33               |
| Milmarcos                    | 114              |
| Millana                      | 132              |
| La Miñosa                    | 62               |
| Mirabueno                    | 117              |
| Miralrío                     | 87               |
| Mochales                     | 111              |
| Mohernando                   | 131              |
| Molina de Aragón             | 3,280            |
| Monasterio                   | 20               |
| Mondéjar                     | 2,302            |
| Montarrón                    | 55               |
| Moratilla de los Meleros     | 94               |
| Morenilla                    | 55               |
| Muduex                       | 111              |
| Las Navas de Jadraque        | 36               |
| Negredo                      | 17               |
| Ocentejo                     | 44               |
| El Olivar                    | 107              |
| Olmeda de Cobeta             | 101              |
| La Olmeda de Jadraque        | 27               |
| El Ordial                    | 51               |
| Orea                         | 282              |
| Pálmaces de Jadraque         | 64               |
| Pardos                       | 66               |
| Paredes de Sigüenza          | 52               |
| Pareja                       | 483              |
| Pastrana                     | 1,077            |
| El Pedregal                  | 113              |
| Peñalén                      | 127              |
| Peñalver                     | 222              |
| Peralejos de las Truchas     | 171              |
| Peralveche                   | 127              |
| Pinilla de Jadraque          | 87               |
| Pinilla de Molina            | 28               |
| Pioz                         | 700              |
| Piqueras                     | 58               |
| El Pobo de Dueñas            | 160              |
| Poveda de la Sierra          | 193              |
| Pozo de Almoguera            | 164              |
| Pozo de Guadalajara          | 435              |
| Prádena de Atienza           | 55               |
| Prados Redondos              | 100              |
| Puebla de Beleña             | 47               |
| Puebla de Valles             | 75               |
| Quer                         | 88               |
| Rebollosa de Jadraque        | 32               |
| El Recuenco                  | 108              |
| Renera                       | 53               |
| Retiendas                    | 65               |
| Riba de Saelices             | 164              |
| Rillo de Gallo               | 73               |
| Riofrío del Llano            | 61               |
| Robledillo de Mohernando     | 159              |
| Robledo de Corpes            | 109              |
| Romanillos de Atienza        | 50               |
| Romanones                    | 123              |
| Rueda de la Sierra           | 66               |
| Sacecorbo                    | 167              |
| Sacedón                      | 1,565            |
| Saelices de la Sal           | 65               |
| Salmerón                     | 247              |
| San Andrés del Congosto      | 78               |
| San Andrés del Rey           | 50               |
| Santiuste                    | 22               |
| Saúca                        | 68               |
| Sayatón                      | 136              |
| Selas                        | 53               |
| Semillas                     | 49               |
| Setiles                      | 154              |
| Sienes                       | 72               |
| Sigüenza                     | 4,725            |
| Solanillos del Extremo       | 117              |
| Somolinos                    | 39               |
| El Sotillo                   | 44               |
| Sotodosos                    | 58               |
| Tamajón                      | 224              |
| Taragudo                     | 32               |
| Taravilla                    | 66               |
| Tartanedo                    | 187              |
| Tendilla                     | 307              |
| Terzaga                      | 31               |
| Tierzo                       | 57               |
| La Toba                      | 112              |
| Tordelrábano                 | 10               |
| Tordellego                   | 72               |
| Tordesilos                   | 132              |
| Torija                       | 489              |
| Torre del Burgo              | 120              |
| Torrecuadrada de Molina      | 17               |
| Torrecuadradilla             | 52               |
| Torrejón del Rey             | 1,544            |
| Torremocha de Jadraque       | 17               |
| Torremocha del Campo         | 279              |
| Torremocha del Pinar         | 71               |
| Torremochuela                | 19               |
| Torrubia                     | 40               |
| Tórtola de Henares           | 454              |
| Tortuera                     | 222              |
| Tortuero                     | 33               |
| Traíd                        | 54               |
| Trijueque                    | 399              |
| Trillo                       | 1,362            |
| Uceda                        | 1,189            |
| Ujados                       | 31               |
| Utande                       | 59               |
| Valdarachas                  | 31               |
| Valdearenas                  | 77               |
| Valdeavellano                | 82               |
| Valdeaveruelo                | 434              |
| Valdeconcha                  | 55               |
| Valdegrudas                  | 56               |
| Valdelcubo                   | 56               |
| Valdenuño Fernández          | 165              |
| Valdepeñas de la Sierra      | 213              |
| Valderrebollo                | 31               |
| Valdesotos                   | 36               |
| Valfermoso de Tajuña         | 90               |
| Valhermoso                   | 39               |
| Valtablado del Río           | 13               |
| Valverde de los Arroyos      | 107              |
| Viana de Jadraque            | 52               |
| Villanueva de Alcorón        | 246              |
| Villanueva de Argecilla      | 43               |
| Villanueva de la Torre       | 3,040            |
| Villares de Jadraque         | 61               |
| Villaseca de Henares         | 59               |
| Villaseca de Uceda           | 70               |
| Villel de Mesa               | 249              |
| Viñuelas                     | 121              |
| Yebes                        | 167              |
| Yebra                        | 519              |
| Yélamos de Abajo             | 102              |
| Yélamos de Arriba            | 161              |
| Yunquera de Henares          | 2,072            |
| La Yunta                     | 160              |
| Zaorejas                     | 198              |
| Zarzuela de Jadraque         | 44               |
| Zorita de los Canes          | 103              |